# اتحادیه پلوپونزی
اتحادیه پلوپونزی، پیمانی است میان دولت شهرهای یونانی در شبه جزیره پلوپونز به رهبری اسپارت. این اتحادیه به ویژه پس از جنگ‌های ایران و یونان میان دولت - شهرهای یونانی و هخامنشیان، بر ضد سیاستهای توسعه طلبانه دولت آتن باستان که با شعار مقاومت در برابر امپراتوری ایران، تشکیل شده بود، بازیابی شد. اتحادیه پلوپونزی قدیمی تر از اتحادیه دلوس به رهبری آتن بود، ولی اتحادیه دلوس در دوران پریکلس توانست با اتکا به ناوگان دریایی خود بر دریاها تسلط یابد. حال آنکه اسپارت و همپیمانانش ناوگانی کوچک داشتند و بیشتر بر نیروی زمینی فالانژ تکیه می‌کردند. تا اینکه با یورش آتن و همپیمانانش به شبه جزیره پلوپونز، جنگی آغازید که تاریخ‌نگاران از آن با نام جنگ پلوپونز یاد می‌کنند. این جنگها در پایان با پیروزی قطعی و کامل اسپارت که از حمایت کامل ایران برخوردار بود، اشغال و ویرانی دیوارهای آتن و فروریزی دموکراسی این شهر به پایان رسید.
اسپارتیان مزدوران خود را بر آتن گماشتند. پس از این تاریخ میان اسپارت و ایران اختلاف افتاد و اتحادیه پلوپونزی نیز تضعیف شد. تا اینکه بنابر صلح آنتالکیداس، هر دو قدرت مهم یونانی، آتن و اسپارت، چیرگی ایران بر دریاها و سیادت و میانجیگری شاهنشاه ایران بر مسائل یونان را بپذیرفتند.